# Allobates marchesianus
Allobates marchesianus är en groddjursart som först beskrevs av Melin 1941.  Allobates marchesianus ingår i släktet Allobates och familjen Aromobatidae. IUCN kategoriserar arten globalt som livskraftig. Inga underarter finns listade i Catalogue of Life.